# オネガ半島

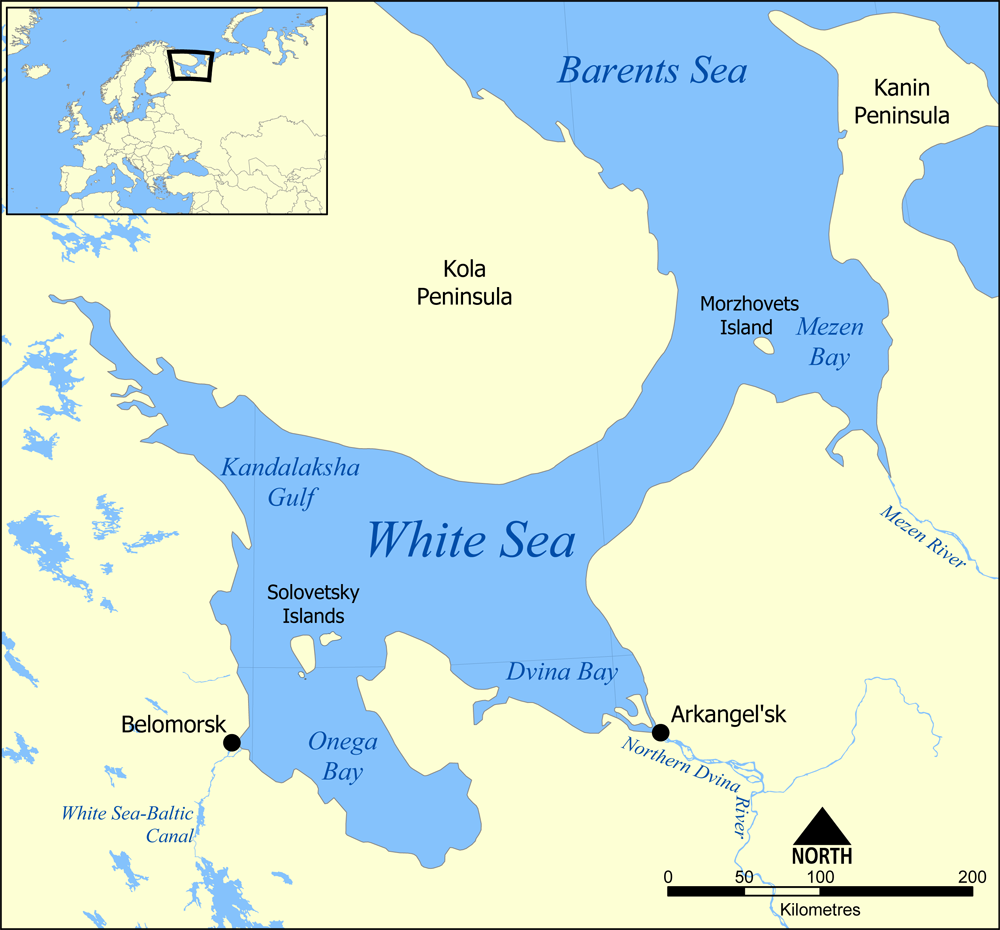
白海の南部をオネガ湾とドヴィナ湾に隔てているのがオネガ半島

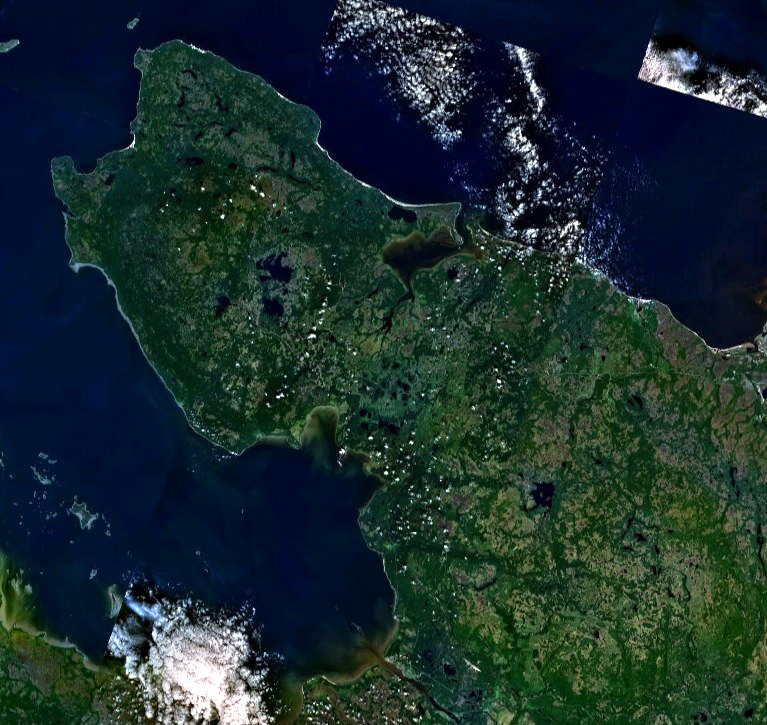
宇宙から見たオネガ半島

オネガ半島（オネガはんとう、Onega Peninsula、露語:Онежский полуостров）は、ロシア北西部、北西連邦管区のアルハンゲリスク州に属する半島。白海の南部をオネガ湾とドヴィナ湾に隔てている。
半島の長さは約150キロメートル（93マイル）で、幅は60キロメートル（37マイル）から75キロメートル（47マイル）の間で変化する。

## 歴史
13世紀までにノヴゴロド公国のロシア人が入植した。彼らの子孫はポモールと呼ばれ、現在でも白海沿いに居住している。

## 自然
手付かずの森林を保護するために、2013年にオネガ・ポモリエ国立公園が開設された。

## 経済
半島内の基幹産業は林業と漁業である。

## 交通
ルダ（Luda）やウナ（Уна）といった半島中部の村は、半島の東側の付け根にあるセヴェロドヴィンスクや西側の付け根にあるオネガと1年を通して往来が可能な道路で結ばれているが、半島の先端部にある村は陸の孤島となっている。